# لوسي غرين
لوسي غرين (بالإنجليزية: Lucy Green)‏ هي معلمة موسيقى بريطانية، ولدت في 1957.